# Macrocarsia hebraica
Macrocarsia hebraica är en fjärilsart som beskrevs av Pieter Cornelius Tobias Snellen 1880. Macrocarsia hebraica ingår i släktet Macrocarsia och familjen nattflyn. Inga underarter finns listade i Catalogue of Life.